# Takuto Kimura
Takuto Kimura (japanisch 木村 卓斗 Kimura Takuto; * 16. Mai 2000 in der Präfektur Tokio) ist ein japanischer Fußballspieler.

## Karriere
Takuto Kimura erlernte das Fußballspielen in der Jugendmannschaft der Yokohama F. Marinos sowie in der Universitätsmannschaft der Meiji-Universität. Von September 2022 bis Saisonende wurde er von der Universität an den Erstligisten Yokohama F. Marinos ausgeliehen. Während der Ausleihe kam er jedoch nicht zum Einsatz. Nach der Ausleihe wurde er am 1. Februar 2023 von den Marinos fest unter Vertrag genommen. Sein Pflichtspieldebüt für die Marinos gab er am 5. April 2023 im Gruppenspiel des Ligapokals gegen Hokkaido Consadole Sapporo. Bei dem 2:1-Erfolg wurde er in der 71. Minute für Keigo Sakakibara eingewechselt. Insgesamt kam er 2023 dreimal im Ligapokal zum Einsatz. Ende Juli 2023 wechselte er auf Leihbasis zum Drittligisten Ehime FC. Sein Drittligadebüt gab Kimura am 5. August 2023 (21. Spieltag) im Auswärtsspiel gegen den FC Gifu. Bei dem 0:0-Unentschieden stand er in der Startelf und wurde in der 86. Minute gegen Kei Ōshiro ausgewechselt. Für Ehime bestritt er 18 Ligaspiele. Die Saison 2024 wurde er an den Zweitligisten Ventforet Kofu ausgeliehen. Hier bestritt er 31 Ligaspiele. Nach der Ausleihe kehrte er im Januar 2025 zu dem Marinos zurück.